# Нет другой земли
«Нет другой земли» — документальный фильм 2024 года, режиссёрский дебют Базеля Адры, Хамдана Баллала, Юваля Абрахама и Рахель Шор. Палестино-израильский коллектив из четырёх активистов задумал и снял фильм, который они описывают как акт сопротивления в пути к достижению справедливости в израильско-палестинском конфликте. Фильм был записан в период с 2019 по 2023 год и показывает уничтожение палестинской общины на оккупированном Западном берегу реки Иордан, которая сопротивлялась принудительному выселению после объявления израильской «зоны обстрела» на их земле.
Фильм, созданный совместно Палестиной и Норвегией, был выбран для секции «Панорама» на 74-м Берлинском международном кинофестивале, где 16 февраля 2024 года состоялась его мировая премьера, выиграл приз зрительских симпатий Panorama за лучший документальный фильм и премию Berlinale Documentary Film Award. Фильм получил премию «Оскар» в номинации «Лучший документальный полнометражный фильм» на 97-й церемонии её вручения в 2025 году.